# Károly Thern

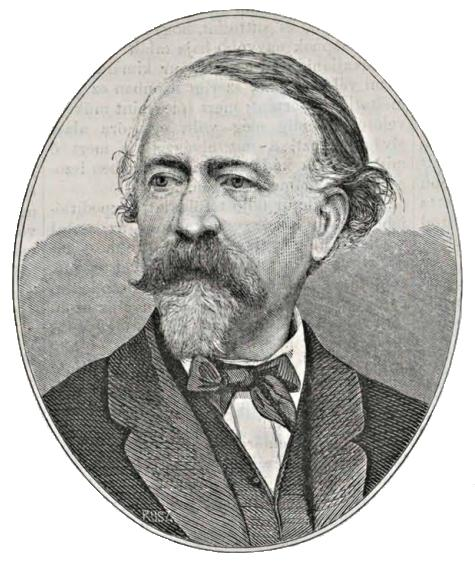
Károly Thern

Károly Thern (Karl Thern, * 13. August 1817 in Igló (Zipser Neudorf); † 13. April 1886 in Wien) war ein ungarischer Komponist. Thern studierte in Budapest und wirkte dort ab 1841 als Kapellmeister am Nationaltheater und ab 1853 als Klavier- und Kompositionslehrer am Nationalkonservatorium. Von 1868 bis 1873 war er Dirigent der Gesellschaft der Musikfreunde in Pest.
Neben drei ungarischen Opern komponierte er zahlreiche Klavierwerke und Arrangements klassischer Werke für zwei Klaviere, die von seinen Söhnen, den Pianisten Willy Thern (Vilmos Thern, * 22. Juni 1847 in Pest; † 7. April 1911 in Wien) und Louis Thern (Lajos Thern, * 18. Dezember 1848 in Buda; † 12. März 1920 in Wien) auf ihren Konzertreisen vorgetragen wurden. Beliebt waren auch seine Lieder. Liszt, der ihn sehr schätzte, verwendete die Melodie von Fóti dal für seine Erste Ungarische Rhapsodie.